# Conão (homem ilustre)
Conão (em latim: Conon) foi um oficial bizantino do começo ou meados do século V. Um homem ilustre (vir illustris), foi destinatário duma carta de Nilo do Sinai na qual o monge descreve-o como perverso e rico e solicita que amenize seus modos. É mencionado em outra das epístolas de Nilo na qual serve como exemplo de pessoa que não presta ajuda a ninguém nem zela pelas virtudes, mas que é amplamente admirado enormes quantidades de bestas.